# THEATER (ViViDの曲)
「THEATER」（シアター）は、日本のヴィジュアル系ロックバンド・ViViDの1作目の配信限定シングル。

## 概要
- 前作「ANSWER」から約8ヶ月ぶりとなる、初の配信限定シングル[1]。
- 前作に引き続き、ノンタイアップシングルとなっている。

## 収録曲
1. THEATER [4:43]
作詞：シン
作曲：Ko-ki
編曲：ViViD、岸利至
ストリングスアレンジ：岸利至
シングルとしては初のKO-KI作曲による楽曲。1年前よりあった原曲を、『ViViD TOUR 2013「Just do it!」』前に着手したという。デモ音源は現在よりテンポが遅い楽曲だったが、KO-KIの意向により変拍子やユニゾンを取り入れた、プログレッシブ・ロックの要素のある楽曲に仕上げたという。歌詞はSHINがネガティブな状態のときに書かれ、初の全編英語詞となっている。SHIN曰く「全編英語詞に前々から挑戦したかった」という [2][3]。

## 参加ミュージシャン
ViViD
- SHIN：Vocal
- RENO：Guitar
- RYOGA：Guitar
- IV：Bass
- KO-KI：Drums

Extra Musician
- 岸利至：Keyboard & Programming
- MIZ：Violin & Viola

## 収録アルバム
- THE PENDULUM
- ViViD THE BEST